# Alec Secăreanu
Alec Secăreanu, all'anagrafe Alexandru Secăreanu (AFI: [alekˈsandru sekəɾeˈanu]; Bucarest, 4 dicembre 1984), è un attore rumeno.

## Biografia
Alec Secăreanu è nato a Bucarest e ha studiato recitazione all'Università nazionale d'arte teatrale e cinematografica Ion Luca Caragiale.
Dopo aver recitato in una dozzina di film in Romania, nel 2017 ha fatto il suo debutto internazionale nel film di Francis Lee La terra di Dio - God's Own Country e per la sua interpretazione è stato candidato al British Independent Film Award al miglior attore. Nel 2018 ha fatto il suo debutto sulle scene londinesi nel dramma Gundog al Royal Court Theatre, mentre nel 2020 ha recitato con Kate Winslet e Saoirse Ronan in Ammonite - Sopra un'onda del mare, ancora una volta per la regia di Lee. Sempre nel 2020 ha recitato con Imelda Staunton in Amulet.

## Filmografia (parziale)

### Cinema
- La terra di Dio - God's Own Country (God's Own Country), regia di Francis Lee (2017)
- Ammonite - Sopra un'onda del mare (Ammonite), regia di Francis Lee (2020)
- Amulet, regia di Romola Garai (2020)

### Televisione
- Baptiste – serie TV, 5 episodi (2019)
- Strike Back – serie TV, 7 episodi (2020)
- Happy Valley – serie TV, episodi 3x04-3x05 (2023)
- Spy/Master, regia di Christopher Smith – miniserie TV (2023)
- The Veil, regia di Daina Reid e Damon Thomas – miniserie TV, 4 puntate (2024)
- I delitti della bella di notte (Moonflower Murders), regia di Rebecca Getward – miniserie TV, 3 puntate (2024)

## Teatro (parziale)
- Gundog, di Simon Longman. Royal Court Theatre di Londra (2018)

## Riconoscimenti
- British Independent Film Awards
  - 2017 – Candidatura per il miglior attore per La terra di Dio – God's Own Country

## Doppiatori italiani
Nelle versioni in italiano delle opere in cui ha recitato, Alec Secăreanu è stato doppiato da:
- Daniele Raffaeli ne La terra di Dio - God's Own Country, Ammonite - Sopra un’onda del mare
- Stefano Macchi in The Veil